# Drew Pinsky
Drew Pinsky est un animateur de télévision, un médecin et un acteur américain né le 4 septembre 1958 à Pasadena, en Californie.
Depuis 2008 il est l'animateur/médecin de Celebrity Rehab, émission qui aide des célébrités à soigner leurs addictions (drogue, alcool...) pour la chaine VH1. Parmi ces célébrités citons Brigitte Nielsen, Dennis Rodman, Janice Dickinson, Eric Roberts, Sean Young ou encore Daniel Baldwin.

## Filmographie

### Cinèma
- 2004 : Escapade à New York (New York Minute) : Dr. Ryan

### Télévision
- 2000 : Loveline: Live in Times Square
- 2000 : Men Are from Mars, Women Are from Venus : Animateur
- 2003 : Dawson (série TV) - Saison 6, épisode 19 (Docteur Drew est Mister Love)  : Lui-même
- 2005 : Strictly Sex with Dr. Drew : Animateur
- 2008 : Celebrity Rehab : Animateur
- 2011-2016 : Dr. Drew On Call (talk-show) : Animateur
- 2019 : Masked Singer : Candidat